# Decreto legislativo 2 settembre 1997, n. 320
Il decreto legislativo n. 320 del 2 settembre 1997 recante Norme di attuazione dello statuto speciale della regione Trentino-Alto Adige recante modifiche ed integrazioni al decreto del presidente della Repubblica 22 marzo 1974, n. 381, e delega alle province autonome di Trento e Bolzano di funzioni amministrative dello Stato in materia di viabilità è un decreto legislativo che ha modificato una norma attuativa (ex DPR 381/1974) dello statuto speciale della Regione Trentino-Alto Adige delegando così alla province autonome di Trento e di Bolzano alcune competenze in materia di viabilità dello stato quale la gestione delle strade statali.
Dal 1º luglio 1998 le funzioni in materia di viabilità stradale dello Stato sono state delegate alle rispettive province autonome. La legge stabilisce le modalità per l'approvazione dei piani di viabilità, di gestione e d'incremento della rete stradale ed anche le modalità con cui lo Stato stanzia i fondi a favore delle province per la gestione della rete statale (art. 19). La legge ha inoltre soppresso il compartimento ANAS nella regione di conseguenza la gestione e la proprietà delle strade statali e le relative pertinenze sono state consegnate alle province autonome territorialmente competenti.
Le strade statali del Trentino-Alto Adige, mantengono quindi la classificazione di strada statale in quanto vengono gestite anche con fondi statali.